# FIGスクリプト
FIGスクリプト(FIG Script)とは、エリック・オルソン(Eric Olson)が、彼が共同設立したデジタル工房Process Type Foundryにて、2002年にデザインしたスクリプトである。
名前のFIGとは、Frank (Sheeran), Ian (Chai), and Glenn (Chappell)という3人の名前から採った頭字語であり、彼らはFIGletという、小さなASCII文字を配列して大きな文字を構成、さらに様々な書体を作りだし、テキストバナーを生成するコンピュータプログラムを共同で開発している。オルソンは、彼のASCIIベースのFIG書体を作成する際に、FIGletを利用した。オルソンは、FIG書体を、「確率生成的な書体デザインソフトウェアと単純な格子構造の探究」(exploration into the generative possibilities type design software and simple grid structures)の結実と見なしている。書体のラスター型は明らかに見やすく、19世紀のクロスステッチの見本のような親しみやすさがある。多くの文字は崩れ波状であり、全体的な効果としては筆記体を偲ばせる。